# 기흥휴게소
기흥휴게소(器興休憩所, Giheng Service Area)는 경기도 용인시 기흥구 공세동에 위치한 경부고속도로의 고속도로 휴게소이다. 부산방향에서만 이용할 수 있다.

## 시설
- 주차장
- 화장실
- 현금 자동 입출금기
- 주유소
- 매점
- 정유소  EX-OIL, SK가스(LPG)
- 베스킨라빈스
- ex 청년창업
- 브랜드매장 : 던킨도너츠,  엔젤리너스, 롯데리아,  탐앤탐스
- 아웃도어매장

## 다음 휴게소
하행선
- 경부고속도로 부산방향 안성휴게소 27km
- 수도권제2순환고속도로 화성방향 오산휴게소 12km
- 평택제천고속도로 평택방향 평택휴게소 42km
- 평택제천고속도로 제천방향 안성맞춤휴게소 39km

## 전후
서울 방향
- 수원신갈나들목→기흥휴게소→기흥 나들목
- 서울만남광장휴게소→기흥휴게소→안성휴게소